# Franciscaines de Notre-Dame du Perpétuel Secours
Les Franciscaines de Notre-Dame du Perpétuel Secours sont une congrégation religieuse féminine enseignante et hospitalière de droit pontifical.

## Histoire
En 1901, trois Franciscaines de Marie Immaculée de Joliet (Solana Leczna, Ernestine Matz et Hilaria Matz) s'installent près de l'église saint Stanislas (en) à Saint-Louis (Missouri) pour s'occuper des enfants d'immigrés polonais. Le 29 mai 1901, la communauté devient autonome sous le nom de Franciscaines de Notre-Dame du Perpétuel Secours. Les sœurs étendent bientôt leurs activités à l'enseignement dans les écoles rurales, à l'assistance aux malades et au travail dans les missions.
L'institut est agrégé à l'ordre des frères mineurs le 15 octobre 1907 ; il reçoit le décret de louange en 1931 et l'approbation définitive de ses constitutions le 6 juin 1939. 

## Activité et diffusion
Les sœurs se consacrent à l'enseignement et au soin des malades.
Elles sont présentes aux États-Unis avec la maison-mère à Saint Louis.  
En 2017, la congrégation comptait 155 sœurs dans 75 maisons.